# Bathyphysa sibogae
Bathyphysa sibogae is een hydroïdpoliep uit de familie Rhizophysidae. De poliep komt uit het geslacht Bathyphysa. Bathyphysa sibogae werd in 1908 voor het eerst wetenschappelijk beschreven door Lens & van Riemsdijk. 